# Patrick Kuhl
Patrick Kuhl (Güstrow, República Democràtica Alemanya, 26 de març de 1968) és un nedador alemany retirat especialitzat en proves de quatre estils, gràcies a les quals va aconseguir ser subcampió olímpic el 1988 en 200 metres estils.
Al Campionat d'Europa de Natació de 1987 celebrat a Estrasburg, va guanyar el bronze en els 400 metres estils. Als Jocs Olímpics d'estiu de 1988 va guanyar la medalla de plata en els 200 metres estils.
Posteriorment, als Campionats Europeus de Natació de 1989 i de 1991 celebrats a Bonn i Atenes, respectivament, va guanyar la plata en els 400 metres estils.